# Josep Puig i Cadafalch
Josep Puig i Cadafalch (ur. 15 października 1867 w Mataró, zm. 21 grudnia 1956 w Barcelonie) – kataloński architekt i polityk. 
Jeden z głównych przedstawicieli katalońskiej secesji, który zaprojektował wiele obiektów w Barcelonie i jej najbliższych okolicach. Był m.in. projektantem Casa Martí, budynku w którym mieściła się kawiarnia artystyczna Els Quatre Gats; miejsce spotkań i działalności znanych Katalończyków, takich jak Santiago Rusiñol czy Ramon Casas.
Jego nauczycielem był m.in. Lluís Domènech i Montaner. W wieku zaledwie dwudziestu czterech lat otrzymał posadę Architekta Miejskiego w Mataró i sprawował tę funkcję przez pięć lat (1892-1896). W latach 1901–1902 studiował w Barcelonie, po czym objął katedrę w tamtejszej Szkole Architektury (l'Escola d'Arquitectura de Barcelona). W latach 1917–1925 był Prezydentem Wspólnoty Katalońskiej (Mancomunitat de Catalunya). Po wybuchu hiszpańskiej wojny domowej, w 1936 opuścił Katalonię, udał się na emigrację do Francji i zamieszkał w Paryżu. Został członkiem Królewskiej Katalońskiej Akademii Sztuk Pięknych św. Jerzego w Barcelonie, a od 1942 był prezydentem nielegalnego w Hiszpanii Institut d'Estudis Catalans - funkcję tę sprawował do swojej śmierci. Gdy w 1947 wrócił do rodzinnego kraju, reżim gen. Franco uniemożliwił mu wykonywanie zawodu architekta, wobec czego Puig i Cadafalch zajął się restauracją historycznych budynków i pomników.

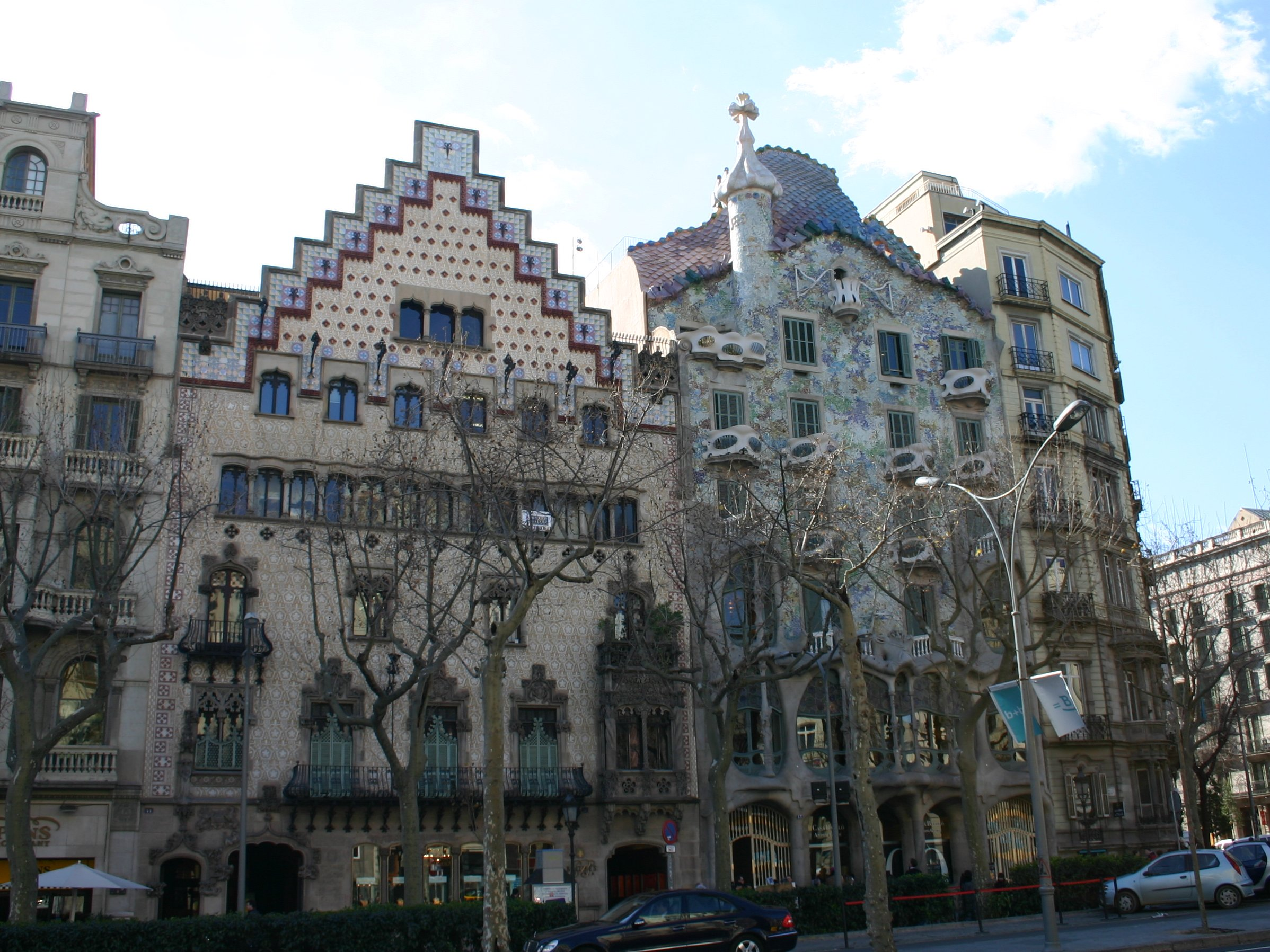
Casa Ametller (po lewej) i Casa Batlló w Barcelonie

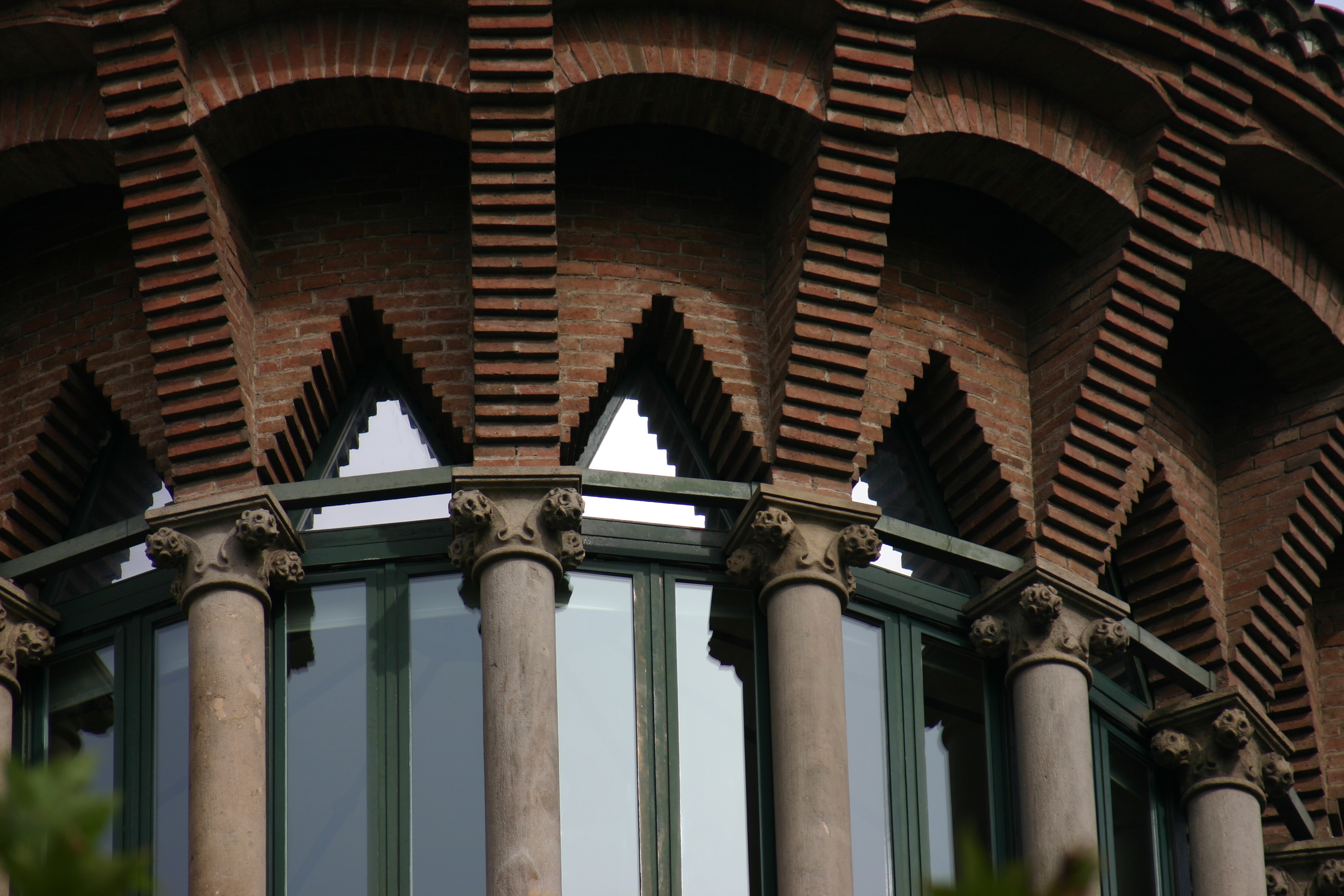
Barcelona, Casa de les Punxes

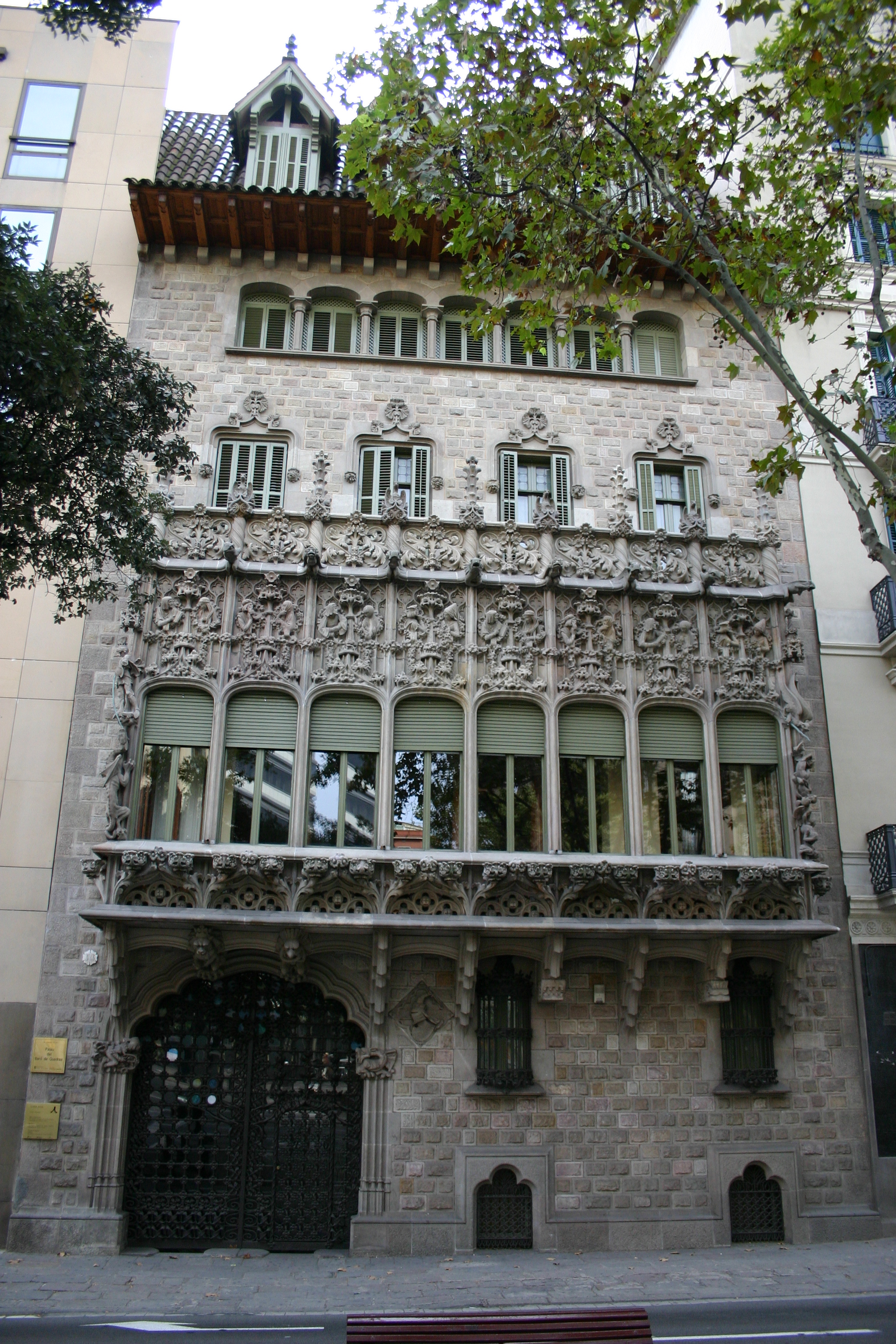
Barcelona, Palau del Baro de Quadres

Puig i Cadafalch był autorem kilku ważnych książek o architekturze katalońskiej i pierwszej sztuce romańskiej. Uprawiał różne style architektoniczne:
- secesja - najważniejsze realizacje to Casa Amatller, Casa Martí i, w szczególności Casa de les Punxes czy Casa Terradas - wszystkie powstałe w latach 1985-1905,
- idealizm racjonalistyczny - najważniejsze realizacje to Casa Trinxet, Casa Muntades i Casa Company,
- neoklasycyzm (monumentalizm) - najważniejsze realizacje są związana z Międzynarodową Wystawą w Barcelonie w 1929.

Uznaje się go za ostatniego przedstawiciela katalońskiej secesji i pierwszego reprezentanta neocentyzmu - katalońskiego ruchu kulturalnego. Jego styl odróżniał go od współczesnego mu Antoniego Gaudíego, co wyraźnie widać przy ulicy Passeig de Gràcia w barcelońskiej dzielnicy Eixample, gdzie Casa Amatller zbudowany według projektu Puiga i Cadafalcha sąsiaduje z wybudowanym kilka lat później słynnym budynkiem Casa Batlló zaprojektowanym przez Gaudiego.

## Najważniejsze realizacje i projekty
- Casa Macaya (Barcelona)
- Casa Amatller(inne języki) (Barcelona; Passeig de Gràcia, 41)
- Casa Pere Company (Barcelona)
- Casa Serra (Barcelona)
- Casa Martí(inne języki) (Barcelona)
- Casa Muley-Afid (Barcelona)
- Casa Muntades (Barcelona)
- Casa de les Punxes/Casta Tarrades (Barcelona, Av. Diagonal, 416-420) (1903 - 1905)
- Casa Sastre Marquès (Barcelona)
- Fàbrica Casaramona (Barcelona)
- Palau Baró de Quadras (Barcelona, Av. Diagonal, 373 i Rosselló, 279) (1904 - 1906)
- Torre Pastor de Cruïlles (Barcelona)
- Casa Pich i Pon Barcelona)
- restauracja i przebudowa budynku z XVII w. (Barcelona, Ciutat Vella, Carrer Sant Pere Més Alt, 46) (1924)
- Casa Garí (Argentona)
- Casa Puig i Cadafalch (Argentona)
- Casa Furriols (La Garriga)
- Ajuntament (Mataró)
- Casa Coll i Regàs (Mataró)
- Casa Parera (Mataró)
- Casa Sisternes (Mataró)
- El Rengle (Mataró)
- La Beneficiència (Mataró)
- Caves Codorniu (Sant Sadurní d'Anoia)
- La telegrafia (El Prat de Llobregat)
- granja Terrades (Seva)
- fàbrica Carbonell Sussagna (Canet de Mar)
- Les Quatre Columnes (Barcelona, Montjuïc)